# Sándor Balassa
Sándor Balassa (* 20. Januar 1935 in Budapest; † 14. Mai 2021 ebenda) war ein ungarischer Komponist und Hochschullehrer.

## Biografie
Sándor Balassa war zunächst als Fabrikarbeiter tätig. Von 1952 bis 1956 ließ er sich am Budapester Béla-Bartók-Konservatorium zum Chordirigenten ausbilden. 1960 wurde er an der Franz-Liszt-Musikakademie aufgenommen und studierte dort bis zum Abschluss 1965 Komposition bei Endre Szervánszky. Von 1964 bis 1980 arbeitete er als Musikredakteur beim Ungarischen Rundfunk. Seit 1981 lehrte er Instrumentation an der Musikhochschule, ab 1993 als Professor. Er zog sich im Jahr 1996 aus dieser Stelle zurück.
Balassa wurde 1983 mit dem Kossuth-Preis ausgezeichnet.

## Schaffen
Sein Werk umfasst Opern, Orchesterwerke, Kammer- und Chormusik. Nach einer frühen, von freier Zwölftontechnik geprägten Phase zeigten sich vor allem in seiner Vokalmusik Einflüsse von Zoltán Kodály. Seit Ende der 1970er Jahre wandte sich Balassa wieder der Diatonik zu und kehrte, u. a. in seiner Oper Karl és Anna (1987/1992), zur Tonalität zurück.